# Tanjung Baru (Batu Raja Timur)
Tanjung Baru is een bestuurslaag in het regentschap Ogan Komering Ulu van de provincie Zuid-Sumatra, Indonesië. Tanjung Baru telt 8152 inwoners (volkstelling 2010).